# بازمانده (فیلم ۲۰۰۸)
بازمانده (رومانیایی: Supraviețuitorul) یک فیلم رومانیایی به کارگردانی سرجیو نیکلائسکو است که در سال ۲۰۰۸ به نمایش درآمد.

## چکیده داستان
پس از جنگ جهانی دوم، کمیسر مولدوان (سرجیو نیکلائسکو / پتر فالک) سالها را به عنوان زندانی سیاسی رژیم کمونیستی می گذراند. سرگرمی مورد علاقه سرهنگ روسی مسئول زندان این است که زندانیان رولت روسی بازی کنند. فقط شانس باورنکردنی و روحیه بازمانده او به مولدوان کمک می کند تا در بازداشتش زندگی کند. 
بیرون از زندان، مولدوان، پلیس سابق، به یک مدار بازی غیرقانونی رولت روسی بین المللی می پیوندد. اعتقادات اواخر دهه هفتادی، او را به شهری در اروپای مرکزی می آورد که گلدبرگ (ولادیمیر گیتان / کریستیان ماتیو)، یکی از آشنایان قدیمی او در حال سازماندهی یک نسخه "بهبود" بازی است که در آن دو حریف به یکدیگر تیراندازی می کنند. مولدوان گام به گام با بسیاری از چهره های آشنا، دوستان و دشمنان روبرو می شود. به نظر می رسد که کل جهان اموات بخارست از دهه ۴۰ اینجا را انتخاب کرده است.

## بازیگران
- سرجیو نیکلائسکو
- ولادیمیر گِـیتان
- جورجه میهائیتسا
- جورجه الکساندرو
- ژان کنستانتین
- لوردانا گروزا
- یون دیچیسانو
- کریستیان شوفرون
- میهایی بندئاک
- آناستاسیا لازاریوک